# 2000년 하계 올림픽 바베이도스 선수단
2000년 하계 올림픽 바베이도스 선수단은 오스트레일리아 시드니에서 열린 2000년 하계 올림픽에 참가한 선수단이다. 바베이도스는 이 대회에서 처음으로 올림픽 메달을 획득했다.

## 메달리스트
| 메달   | 이름          | 종목 | 세부종목  | 날짜     |
| ------ | ------------- | ---- | --------- | -------- |
| 동메달 | 오바델레 톰슨 | 육상 | 남자 100m | 9월 23일 |